# Megasema apronia
Megasema apronia là một loài bướm đêm trong họ Noctuidae.